# 石川製麺
石川製麺（いしかわせいめん）は、富山県魚津市にある食品メーカーである。1945年10月に石川源作により創業。石川県内にも販路を持つが、石川は前述の通り創業者・経営者の姓であり、石川県の企業ではない。

## 事業所
- 本社（工場・事務所）
- 富山工場（1971年設置、1972年にギョウザ部門設立）[1]
- 富山中央市場店（1973年設置）[1]
- 金沢石川製麺（1973年設置）[1]
- 金沢支店
- 大阪事務所

## 沿革
- 1945年10月 - 創業（当時は道下村村木に所在）[1]。
- 1955年7月 - 有限会社となる[1]。
- 1957年7月 - 上村木に新工場落成[1]。
- 1964年5月 - 株式会社となる[1]。
- 1967年 - 北陸地方では最初の乾麺自動乾燥移行装置を導入[1]。
- 1990年11月 - 現在地に本社を移転[1]。